# Segmentace obrazu

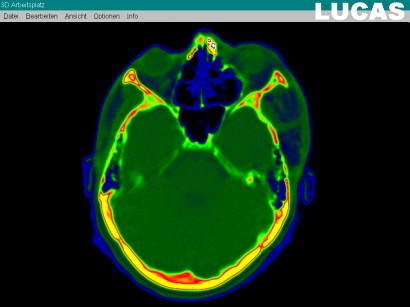
Segmentovaný MRI řez

Segmentace obrazu je metoda, nebo spíše skupina metod postavených na různých principech, digitálního zpracování obrazu, která slouží k automatickému rozdělení vlastního obrazu na oblasti se společnými vlastnostmi a které obvykle mají nějaký smysluplný význam. Typickým cílem segmentace obrazu je identifikace popředí a určení oblastí v obraze odpovídajícím významnému prvku zachycené scény.
Výsledky segmentace jsou využitelné například v počítačovém vidění, zpracování lékařských obrazových dat (Medical Imaging) nebo při analýze obrazů získaných při dálkovém průzkumu Země.

## Základní metody segmentace

### Prahování

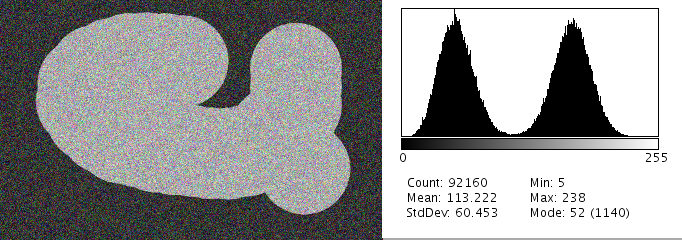
Lehce zašumělý obraz a jeho histogram

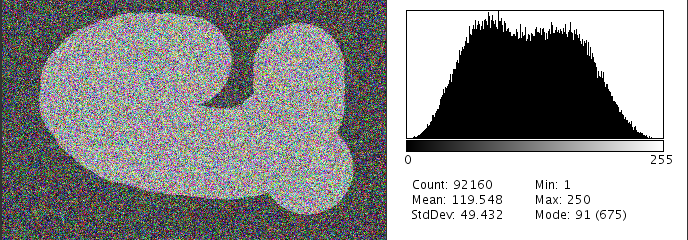
Silně zašumělý obraz a jeho histogram

Prahování (angl. tresholding) je nejjednodušší metoda segmentace
obrazu založená na hodnocení jasu každého pixelu.
Jejím principem je nalezení takové hodnoty (prahu) v histogramu,
pro kterou bude platit, že všechny hodnoty jasu nižší než práh odpovídají
pozadí, zatímco všechny hodnoty vyšší než práh odpovídají popředí.
Nehomogenní obraz, obvykle obraz obsahující různě jasné úseky, neumožňuje
určit přímo globální práh, je však možné využít metod adaptivního prahování.
V případě, že se rozložení jasu pixelů popředí a pozadí výrazně překrývá,
například protože obraz obsahuje výrazný podíl šumu, může být přímé
použití prahování prakticky nemožné.

### Regionální metody
Regionální metody (angl. region-based methods) jsou metody, které jsou založeny na zjišťování podobnosti pixelů v nějaké vlastnosti, touto vlastností může být například jas nebo statistické vlastnosti okolí pixelu.
Podstatou metod je, že konstrukce segmentu postupuje zdola nahoru, od jednoho pixelu po celý segment. Nejprve jsou nějakým algoritmem v obraze rozmístěny iniciální (semínkové, angl. seed) pixely, obvykle rovnoměrně nebo náhodně, segment pak vzniká iterativním rozrůstáním se okolí iniciálního pixelu.
Při použití metod založených na růstu segmentu není zaručeno, že při různém počtu a rozmístění iniciálních pixelů bude výsledek segmentace identický. Na druhou stranu jsou tyto metody schopny segmentovat i takový obraz, který obsahuje značné množství šumu.

### Metody založené na hranici
Metody založené na hranici (angl. boundary-based methods) jsou založeny především na detekci regionálních rozdílů ve vlastnostech obrazu.

#### Detekce hran

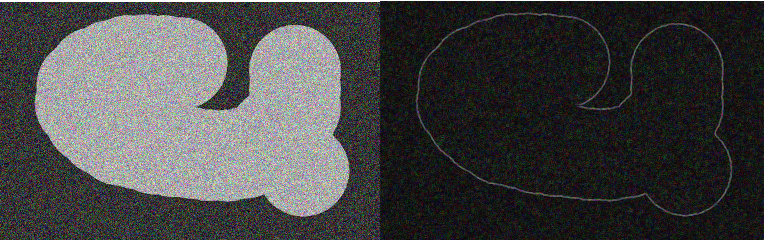
Sobelův filtr aplikovaný na lehce zašumělý obraz

K detekci hran (angl. edge detection) se obvykle používají gradientní operátory, např. Cannyho hranový detektor nebo Sobelův filtr. Protože výstupem gradientního operátoru je obraz,
kde jsou sice hrany zvýrazněny, ale může obsahovat další artefakty odpovídající lokálním nehomogenitám v obraze, je třeba obraz dále upravit. K odstranění artefaktů vzniklých lokálními malými rozdíly obvykle postačuje prahování. Vzhledem ke svým vlastnostem mohou detektory hran vytvářet přerušované hranice i falešné hranice, obraz hranic je tedy třeba dále zpracovat.

#### Sledování hranice
Sledování hranice (angl. boundary tracking) je postup aplikovatelný na obrazy obsahující především informaci o hranicích, například na výsledky použití gradientních filtrů (gradientní obraz). Cílem metod je v gradientním obraze právě jen skutečné hrany a vyloučit artefakty. Sledování hranice může selhávat u příliš zašumělých obrazů nebo u příliš komplikovaných tvarů segmentu.

### Další metody

#### Aktivní kontura
Aktivní kontura (angl. active contour, snake) je pokročilá metoda segmentace obrazu. Metoda požaduje, aby jejím vstupem byla uzavřená křivka přibližně ohraničující segment, který je třeba ohraničit přesně. Na základě fyzikálních analogií se pak definují energie a síly, které v konečném důsledku deformují uzavřenou křivku tak, že se stane hranicí segmentu.

#### Segmentace rozvodím
Segmentace rozvodím (angl. watershed segmentation) je metoda založená na názorné představě zaplavování obrazu vodou, Jas pixelu je přitom chápán jako jakási nadmořská výška. Jeden segment je pak vlastně oblastí vyplněnou vodou, hranice segmentů je místem, kde se stýkají dvě zaplavené oblasti oddělené souvislou skupinou pixelů s vyšší hodnotou jasu.